# McLemore Avenue
Albums de Booker T. and the M.G.'s
The Booker T Set
(1969) Melting Pot
(1971)
McLemore Avenue est un album joué, produit et arrangé par le groupe Booker T. and the M.G.'s, sorti en 1970. Dans cet album, la section rythmique de Stax propose sa version de l'album des Beatles Abbey Road, paru en 1969. Instrumental, cet album de reprises se caractérise par la prédominance des claviers (piano et orgue électrique), les parties chantées étant reprises par l'orgue. Le titre et la pochette sont un hommage à l'opus des Beatles, McLemore Avenue étant l'adresse des studios de Stax à Memphis, à l'image d'Abbey Road pour les studios EMI.

## Historique
Booker T. Jones a tellement apprécié Abbey Road, le dernier album enregistré par les Beatles et paru à l'automne 1969, qu'il ressentait le besoin d'y « répondre, juste pour dire merci ». Avec le batteur Al Jackson Jr., le bassiste Donald Dunn, et le guitariste Steve Cropper, il en enregistre sa propre version, instrumentale, et reprenant plus ou moins la structure de l'album original, en particulier celle de la seconde face (le medley).
McLemore Avenue paraît en avril 1970 chez Stax Records, et atteint la dix-neuvième place du classement R&B du magazine Billboard. L'album entre aussi dans le Billboard 200 et monte jusqu'à la 107e position. L'album est réédité en 1990 et en 2010, toujours chez Stax.

## Liste des chansons
Toutes les chansons sont créditées Lennon/McCartney, à l'exception de Here Comes the Sun et Something (George Harrison).

### Face 1
1. Medley : Golden Slumbers, Carry That Weight, The End, Here Comes the Sun, Come Together
2. Something

### Face 2
1. Medley : Because, You Never Give Me Your Money
2. Medley : Sun King, Polythene Pam, She Came In Through The Bathroom Window, I Want You (She's So Heavy)

## Musiciens
- Booker T. Jones : piano, orgue, claviers, guitare
- Steve Cropper : guitare
- Donald « Duck » Dunn : guitare basse
- Al Jackson : batterie